# موتور عشاير خليل توكلي (غرمسار كرمان)
موتور عشایر خلیل توکلي (بالإنجليزية: Mowtowr-e Ashayir Khalil Tukli)‏ هي منطقة سكنية تقع في إيران في قسم غرمسار الریفي. يقدر عدد سكانها بـ 49 نسمة .